# Maximální energetický součin
Maximální energetický součin je veličina s jednotkou J/m³ udávající maximální hustotu magnetické energie uložené v permanentním magnetu. Označuje se (BH)max a někdy se též nazývá jen maximální součin Na magnetizační křivce odpovídá bodu s největším součinem magnetické indukce a intenzity. Tento bod je při práci permanentního magnetu optimální.
Často se tato veličina uvádí v jednotkách  megaGaussOersted se zkratkou MGOe. Platí 1 MGOe = 0,12566 kJ/m³
U nejsilnějších neodymových magnetů může (BH)max dosáhnout až 44 MGOe (teoretický limit mají 64 MGOe). U samarium-kobaltových magnetů pak dosahuje 32 MGOe (teoretický limit mají 34 MGOe).